# Division I i ishockey 1950/1951
Division I i ishockey 1950/1951 var den sjunde säsongen med division I som högsta serien inom ishockey i Sverige. Tolv lag deltog i två grupper som spelades som dubbelserier med tio omgångar vardera. I den norra gruppen vann AIK komfortabelt, medan den södra gruppen avgjordes först i den sista omgången då Djurgården besegrade Södertälje med 5–1. Djurgården hade varit utan sin stjärna Gösta "Lill-Lulle" Johansson som spelade i Tyskland och blev tysk mästare med Preussen Krefeld. Lagom till de avgörande matcherna mot Södertälje var han dock tillbaka. Under hans frånvaro hade han ersatts med den blivande stjärnan Sven "Tumba" Johansson som presentreade sig med fyra mål redan i första matchen. I seriefinalen mötte Djurgården AIK och vann enkelt. Det var första gången seriefinalen spelades utan att varken Hammarby eller Södertälje deltog. 

## Division I Norra
| Nr | Lag           | S  | V | O | F | GM | IM | MS  | P  |
| -- | ------------- | -- | - | - | - | -- | -- | --- | -- |
| 1  | AIK           | 10 | 9 | 1 | 0 | 56 | 19 | +37 | 19 |
| 2  | Hammarby IF   | 10 | 6 | 1 | 3 | 49 | 23 | +26 | 13 |
| 3  | Gävle GIK     | 10 | 6 | 1 | 3 | 43 | 25 | +18 | 13 |
| 4  | Mora IK       | 10 | 4 | 0 | 6 | 34 | 40 | −6  | 8  |
| 5  | IK Huge       | 10 | 2 | 1 | 7 | 28 | 45 | −17 | 5  |
| 6  | Tranebergs IF | 10 | 1 | 0 | 9 | 25 | 83 | −58 | 2  |

## Division I Södra
| Nr | Lag            | S  | V  | O | F | GM | IM | MS  | P  |
| -- | -------------- | -- | -- | - | - | -- | -- | --- | -- |
| 1  | Djurgårdens IF | 10 | 10 | 0 | 0 | 68 | 19 | +49 | 20 |
| 2  | Södertälje SK  | 10 | 8  | 0 | 2 | 67 | 20 | +47 | 16 |
| 3  | Forshaga IF    | 10 | 5  | 0 | 5 | 54 | 44 | +10 | 10 |
| 4  | IK Göta        | 10 | 4  | 0 | 6 | 27 | 59 | −32 | 8  |
| 5  | Västerås IK    | 10 | 2  | 0 | 8 | 27 | 62 | −35 | 4  |
| 6  | IFK Norrköping | 10 | 1  | 0 | 9 | 21 | 60 | −39 | 2  |

## Seriefinal
- 4 februari, Östermalms IP: Djurgårdens IF-AIK 10–2
- 6 februari, Solna ishockeystadion: AIK-Djurgårdens IF 2–6